# Stigmatorhynchus hereroensis
Stigmatorhynchus hereroensis är en oleanderväxtart som beskrevs av Rudolf Schlechter. Stigmatorhynchus hereroensis ingår i släktet Stigmatorhynchus och familjen oleanderväxter. Inga underarter finns listade i Catalogue of Life.